# Lucien van Beek
Lucien Christiaan van Beek (13 februari 1979, Delft) is een Nederlandse schaker en taalwetenschapper van het Oudgrieks aan de Universiteit Leiden. Sinds 2008 is hij in het schaken een Internationaal Meester (IM). 
Tussen 2003 en 2006 was Van Beek drie seizoenen lang trainer van de SBSA-jeugdtraining. SBSA staat voor "Stichting Bevorderen Schaken Apeldoorn". 

## Schaker
- In 1988 werd Van Beek als jongetje van negen Nederlands kampioen in de klasse t/m 10 jaar.
- In 1994 was hij weer Nederlands kampioen, nu in de klasse t/m 16 jaar.
- Hij maakte deel uit van het team Schaakstad Apeldoorn dat in 2000 promoveerde naar de Meesterklasse.
- Tijdens het Amsterdam Chess Tournament in 2004 scoorde Van Beek zijn eerste meesternorm.
- Ook in 2004 won hij met Arthur van de Oudeweetering, Merijn van Delft en Manuel Bosboom het NK Snelschaken voor clubteams.
- In februari 2005 eindigde hij in het 65e Daniël Noteboom-toernooi met 5 pt. uit 6 en een TPR van 2715 (!) op een gedeelde tweede plaats.
- Op 18 juni 2005 werd in Apeldoorn het toernooi om het rapidschaakkampioenschap verspeeld, dat met 6 uit 7 door Daniël Stellwagen, Artur Joesoepov en Manuel Bosboom gewonnen werd. Van Beek en Bruno Carlier eindigden met 5.5 punt op een gedeelde vierde plaats.
- In september 2005 nam Van Beek deel aan het Roc Aventus-kampioenschap van Apeldoorn, dat door Arthur van de Oudeweetering met 5.5 uit 6 gewonnen werd. Van Beek eindigde met 4.5 punt op een gedeelde vijfde plaats.
- In 2006 haalde hij in de Meesterklasse zijn tweede meesternorm, een jaar later behaalde hij zijn derde norm en dus de titel internationaal meester (IM), die door een fout met de aanvraag echter pas in 2008 officieel werd toegekend.
- In 2007 nam hij in het Turkse Kemer met de vereniging Homburg Apeldoorn deel aan de European Club Cup.[2]

In het najaar van 2007 zette hij zijn schaakcarrière op een laag pitje en concentreerde zich sindsdien op het behalen van de titel doctor, die hij behaalde in 2013.